# Thanh Lương, Nghĩa Lộ
Thanh Lương là một xã thuộc thị xã Nghĩa Lộ, tỉnh Yên Bái, Việt Nam.

## Địa lý
Xã Thanh Lương nằm ở phía nam thị xã Nghĩa Lộ, có vị trí địa lý:
- Phía đông giáp xã Nghĩa Lộ
- Phía tây giáp xã Hạnh Sơn với ranh giới là ngòi Thia
- Phía nam giáp xã Thạch Lương và xã Nghĩa Lộ
- Phía bắc giáp phường Cầu Thia và các xã Nghĩa An, Phù Nham.

Xã có diện tích 3,16 km², dân số năm 2019 là 2.828 người, mật độ dân số đạt 895 người/km².

## Lịch sử
Trước đây, xã Thanh Lương thuộc huyện Văn Chấn.
Ngày 10 tháng 1 năm 2020, Ủy ban Thường vụ Quốc hội ban hành Nghị quyết số 871/NQ-UBTVQH14 về việc sắp xếp các đơn vị hành chính cấp huyện, cấp xã thuộc tỉnh Yên Bái (nghị quyết có hiệu lực từ ngày 1 tháng 2 năm 2020). Theo đó, chuyển toàn bộ diện tích và dân số của xã Thanh Lương về thị xã Nghĩa Lộ.